# Західна смуга

Арагон, лінгвістичні зони іспанської, арагонської та каталанської мов

Розташування Західної смуги на мапі каталонських земель

За́хідна сму́га (кат. Фра́нжа да Пуне́н, Franja de Ponent, араг. Francha Oriental) — близько 60 населених пунктів в іспанській Автономній області Арагон, на кордоні з Каталонією, де розмовною мовою є каталанська (діалекти каталанської, включаючи перехідні говірки від арагонської та іспанської до каталанської). Західна смуга не є цілісним адміністративним утворенням.
Населення — 47 686 осіб (на 2007 р.).
Західна смуга включає в себе 4 найсхідніші райони Арагону: Рібагорсу (її північну, центральну і західну частини) (кат. Ribagorça, араг. Ribagorza), Літеру (кат. Llitera, араг. A litera), Баш-Сінку (кат. Baix Cinca, араг. Zinca Baxa) та Матарранью (кат. Matarranya, араг. Matarraña).
Загалом на Західній смузі каталанською говорять до 90 % населення — це найбільший показник з усіх каталонських земель. Однак досі ця мова не має офіційного статусу (каталанську не використовують у місцевому діловодстві, у навчальних закладах її вивчають лише факультативно): зараз лише готується проєкт закону, який би нормалізував лінгвістичну ситуацію на Західній смузі, однак навіть там каталанську на території Арагону пропонується називати «арагонською» (хоча насправді арагонська мова поширена в іншій частині Арагону — а саме на півночі області).